# Linea di successione al trono del Lussemburgo

Lo stemma della monarchia lussemburghese.

La linea di successione al trono del Lussemburgo (Trounfolleg zu Lëtzebuerg) segue la regola della assoluta primogenitura dal 20 giugno 2011, permettendo a ogni legittima discendente femminile della Casa di Nassau di essere inclusa nella successione per ordine di nascita, partendo dai discendenti del granduca Enrico.
Prima di questa riforma era in vigore il criterio della legge semi-salica, ossia si permetteva alle femmine di ascendere al trono solamente se non c'erano eredi maschi.

## Linea di successione
La linea di successione del Lussemburgo è la seguente:
- Sua altezza reale la granduchessa Carlotta di Lussemburgo (1896-1985), seconda figlia di Guglielmo IV di Lussemburgo
  -  Sua altezza reale il granduca Giovanni di Lussemburgo (1921-2019), primo figlio di Carlotta di Lussemburgo
    -  Sua altezza reale il granduca Enrico di Lussemburgo, nato nel 1955, primo figlio maschio del granduca Giovanni e attuale sovrano del Lussemburgo
      - 1. Sua altezza reale il principe ereditario Guglielmo di Lussemburgo, nato nel 1981, figlio del granduca Enrico
        - 2. Sua altezza reale il principe Carlo di Lussemburgo, nato nel 2020, figlio del granduca ereditario Guglielmo
        - 3. Sua altezza reale il principe Francesco di Lussemburgo, nato nel 2023, figlio del granduca ereditario Guglielmo

      - 4. Sua altezza reale il principe Félix di Lussemburgo, nato nel 1984, figlio del granduca Enrico
        - 5. Sua altezza reale la principessa Amalia di Nassau, nata nel 2014, figlia del principe Felix
        - 6. Sua altezza reale il principe Liam di Nassau, nato nel 2016, figlio del principe Felix
        - 7. Sua altezza reale il principe Baltasar di Nassau, nato nel 2024, figlio del principe Felix

      - 8. Sua altezza reale la principessa Alexandra di Lussemburgo, nata nel 1991, figlia del granduca Enrico
        - 9. Victoire Bagory, nata nel 2024, figlia della principessa Alexandra

      - 10. Sua altezza reale il principe Sébastien di Lussemburgo, nato nel 1992, figlio del granduca Enrico

    - 11. Sua altezza reale il principe Guglielmo Maria di Lussemburgo, nato nel 1963, secondo figlio maschio del granduca Giovanni e fratello del granduca Enrico
      - 12. Sua altezza reale il principe Paolo di Lussemburgo, nato nel 1998, figlio del principe Guglielmo Maria
      - 13. Sua altezza reale il principe Leopoldo di Lussemburgo, nato nel 2000, figlio del principe Guglielmo Maria
      - 14. Sua altezza reale il principe Giovanni di Lussemburgo, nato nel 2004, figlio del principe Guglielmo Maria

  - Sua altezza reale il principe Carlo di Lussemburgo (1927-1977), secondo figlio di Carlotta di Lussemburgo
    - 15. Sua altezza reale il principe Roberto di Nassau, nato nel 1968, figlio del principe Carlo di Lussemburgo e cugino del granduca Enrico
      - 16. Sua altezza reale il principe Alessandro di Nassau, nato nel 1997, figlio del principe Roberto

Legenda:
- : simbolo di un sovrano precedente.
- : simbolo del sovrano regnante.

### Rinuncia al diritto di successione
- Il principe Luigi di Lussemburgo, figlio dell'attuale granduca Enrico, ha rinunciato al diritto di successione suo e dei suoi figli per il suo matrimonio nel 2006
- Il principe Giovanni di Lussemburgo, figlio del granduca Giovanni, ha rinunciato al diritto di successione suo e dei suoi figli il 26 settembre 1986